# 索恩河畔沙蒂永
索恩河畔沙蒂永（法語：Châtillon-sur-Saône，法語發音：[ʃatijɔ̃ syʁ son] ⓘ）是法国大東部大區孚日省的一个市镇，属于讷沙托区。

## 地理
索恩河畔沙蒂永（47°56'54"N, 5°53'5"E）面积9.21 平方千米，位于法国大東部大區孚日省，该省份为法国东北部内陆省份，北起默兹省和默尔特-摩泽尔省，西接上马恩省，南至上索恩省和贝尔福地区省，东临上莱茵省和下莱茵省。
与索恩河畔沙蒂永接壤的市镇（或旧市镇、城区）包括：利龙库尔、昂丰韦勒、阿庞斯河畔弗雷讷、容韦勒、格里尼翁库尔。

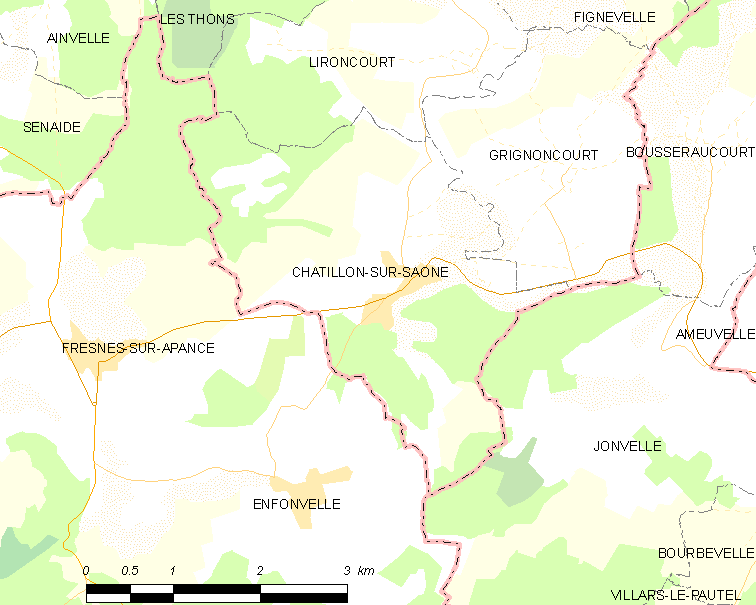
索恩河畔沙蒂永的OSM定位图

索恩河畔沙蒂永的时区为UTC+01:00、UTC+02:00（夏令时）。

## 行政
索恩河畔沙蒂永的邮政编码为88410，INSEE市镇编码为88096。

## 政治
索恩河畔沙蒂永所属的省级选区为达尔内县。

## 人口

1962-2008年间索恩河畔沙蒂永人口变化图示

索恩河畔沙蒂永于2022年1月1日时的人口数量为106人。